# Le Favori
Pour les articles homonymes, voir Favori.
Le Favori est une tragi-comédie de Marie-Catherine de Villedieu créée le 24 avril 1665 en cinq actes et en vers.
Cette pièce, imitation d'une comedia espagnole, est comme une réponse au Cinna de Corneille, questionnant les limites de l'absolutisme, au moment où s'achève le procès de Nicolas Fouquet.

## Personnages
LE ROI DE BARCELONE.
MONCADE, Son Favori.
CLOTAIRE, Prince réfugié.
LINDAMIRE, Maîtresse du Favori.
DONA ELVIRE, Dame de la Cour.
LÉONORE, autre Dame de la Cour.
DON ALVAR, Ami du Favori.
CARLOS, Capitaine des Gardes.

## Génèse et réception
La pièce, créée le 24 avril 1665, fut rejouée au mois de juin de la même année devant Louis XIV et sa cour à Versailles à l'occasion de fêtes en l'honneur de la convalescence d'Anne d'Autriche.

## Éditions modernes
- Perry Gethner (éditeur scientifique), Femmes dramaturges en France : 1650-1750, pièces choisies, Papers on French seventeenth century literature, coll. « Biblio 17 », 1993 (présentation en ligne)
- Aurore Évain, Perry Gethner et Henriette Goldwyn (dir.), Théâtre de femmes de l'Ancien régime, vol. 2 : XVIIe siècle, Publications de l'Université de Saint-Étienne, coll. « La cité des dames », 2008 (ISBN 978-2-86272-475-1, lire en ligne) ; réédition, Paris, Classiques Garnier, coll. « Bibliothèque du XVIIe siècle », 2015 (ISBN 978-2-8124-4744-0, présentation en ligne).
- Marie-Catherine de Villedieu et Delphine Amstutz (éditrice scientifique), Le Favori, tragi-comédie (1665), Paris, Éditions Hermann, coll. « Bibliothèque des littératures classiques », 24 août 2017, 182 p. (ISBN 9782705694777)